# Parkerian hexad
Il Parkerian Hexad è un modello di sicurezza informatica composto da sei elementi, proposto da Donn B. Parker nel 1998.
A differenza del modello CIA Triad, il Parkerian Hexad aggiunge a confidenzialità, integrità e disponibilità, altri tre elementi: controllo, autenticità e utilità.